# Financial Markets and Portfolio Management
Financial Markets and Portfolio Management (FMPM) ist eine wissenschaftliche Zeitschrift der Finanzwirtschaft.
Die Zeitschrift publiziert wissenschaftliche Beiträge in allen Bereichen der Finanzwirtschaft, vor allem in den Bereichen Finanzmärkten, Portfoliotheorie und Wealth Management, Asset Pricing, Unternehmensfinanzierung und Unternehmensführung, Alternative Investitionen, Risikomanagement und Regulierung.
Hauptziel der Zeitschrift ist es, qualitativ hochwertige Artikel zu innovativer Forschung und praktischen Anwendungen zu publizieren. Die Leserschaft von FMPM setzt sich aus Wissenschaftlern, Ökonomen, Asset Managern, Finanzanalysten und anderen Fachleuten der Finanzwirtschaft und verwandter Gebiete zusammen.

## Charakteristika
FMPM erscheint vierteljährlich und wird von der Schweizerischen Gesellschaft für Finanzmarktforschung (SGF) seit 1987 herausgegeben. Artikeleinreichungen werden nach einem doppelt-blinden Peer-Review-Verfahren geprüft, bevor sie publiziert werden. Ungefähr 5 % der eingereichten Beiträge werden zur Publikation angenommen.
Bekannte Autoren der Zeitschrift sind u. a. Yakov Amihud, Stanley Fischer, Harry M. Markowitz, Merton H. Miller, Richard Roll, Stephen Ross, William F. Sharpe, Ingo Walter und William T. Ziemba.

## Editorial Board
Co-Editoren des Journals sind Tim Kröncke von der Fachhochschule Nordwestschweiz und Florian Weigert von der Universität Neuchâtel. Das Editorial Board besteht aus Markus Schmid, Manuell Ammann, Tanja Artiga González, Rolf Banz, Jonathan Berk, Wolfgang Bessler, Wolfgang Drobetz, Günter Franke, William Fung, Dirk Hackbarth, Philippe Jorion, Francis Longstaff, Markus Rudolf, Christian Schlag, Paul Söderlind, Thomas Stucki, René M. Stulz, David Yermack und Heinz Zimmermann.

## Best Paper Awards
Artikel, welche in Financial Markets and Portfolio Management publiziert werden, können zwei jährlich verliehene Preise gewinnen. Der FMPM Best Paper Award wird für den besten Artikel, der in Financial Markets and Portfolio Management veröffentlicht wurde, verliehen und umfasst einen Geldpreis in Höhe von 4,000 CHF. Der ZKB Best Paper Award (bis 2014: Swisscanto Award for the Best Professional Paper) wird für den besten praxisorientierten Artikel verliehen. Dieser Preis wird von der Zürcher Kantonalbank gesponsert und umfasst ebenfalls einen Geldpreis in Höhe von 4,000 CHF.

## Geschichte
Die Zeitschrift wurde im Jahr 1987 unter dem Titel „Finanzmarkt und Portfolio Management“ erstmals veröffentlicht, die Herausgeber waren Martin Jetzer, Walter Wasserfallen, Heinz Zimmermann, Manuel Ammann und Markus Schmid. Aktuell fungieren Tim Kröncke und Florian Weigert in dieser Rolle.
Die Zeitschrift enthält seit 2005 ausschließlich englische Beiträge und wird von Springer verlegt.

## Rezeption
FMPM ist indexiert in EBSCO, ECONIS, EconLit, E-JEL, JEL on CD, Journal of Economic Literature, Research Papers in Economics (RePEc) und Scopus.